# Підгірненська сільська рада (Тарутинський район)
Підгі́рненська сільська́ ра́да — адміністративно-територіальна одиниця та орган місцевого самоврядування в Тарутинському районі Одеської області. Адміністративний центр — село Підгірне.

## Загальні відомості
- Територія ради: 80,98 км²
- Населення ради: 1 763 особи (станом на 2001 рік)

## Населені пункти
Сільській раді підпорядковані населені пункти:
- с. Підгірне

## Населення
Згідно з переписом УРСР 1989 року чисельність наявного населення сільської ради становила 1822 особи, з яких 901 чоловік та 921 жінка.
За переписом населення України 2001 року в селі мешкали 1773 особи.

### Мова
Розподіл населення за рідною мовою за даними перепису 2001 року:
| Мова       | Відсоток |
| ---------- | -------- |
| російська  | 37,66 %  |
| болгарська | 27,00 %  |
| гагаузька  | 19,57 %  |
| молдовська | 9,64 %   |
| українська | 5,62 %   |
| інші       | 0,51 %   |

## Склад ради
Рада складається з 16 депутатів та голови.
- Голова ради:
- Секретар ради: Тасмасис Зінаїда Михайлівна

### Керівний склад попередніх скликань
| Прізвище, ім'я, по батькові  | Основні відомості                                                         | Дата обрання | Дата звільнення |
| ---------------------------- | ------------------------------------------------------------------------- | ------------ | --------------- |
| Беженар Володимир Петрович   | Сільський голова, 1958 року народження, безпартійний                      | 26.03.2006   | 31.10.2010      |
| Марашлець Дмитро Миколайович | Сільський голова, 1952 року народження, освіта вища, член Народної партії | 31.10.2010   | 14.05.2015      |

Примітка: таблиця складена за даними сайту Верховної Ради України

### Депутати
За результатами місцевих виборів 2010 року депутатами ради стали:

#### За суб'єктами висування
| Суб'єкт висування | Кількість обраних депутатів | %    |
| ----------------- | --------------------------- | ---- |
| Партія регіонів   | 15                          | 93,8 |
| Самовисування     | 1                           | 6,3  |

#### За округами
| № округу        | Прізвище, ім'я, по батькові    | Дата визнання обраним | Освіта  | Партійна приналежність | Відомості про обраного депутата                                                                     |
| --------------- | ------------------------------ | --------------------- | ------- | ---------------------- | --------------------------------------------------------------------------------------------------- |
| Партія регіонів |                                |                       |         |                        | |
| 1               | Делібалтов Іван Іванович       | 04.11.2010            | середня | позапартійний          | сільськогосподарський виробничий кооператив «Бессарабський», водій                                  |
| 2               | Гайдаржи Наталя Іванівна       | 04.11.2010            | середня | позапартійна           | тимчасово не працює                                                                                 |
| 4               | Корчмар Георгій Семенович      | 04.11.2010            | середня | позапартійний          | сільськогосподарський виробничий кооператив «Бессарабський», механізатор                            |
| 5               | Беженар Лідія Петрівна         | 04.11.2010            | вища    | позапартійна           | приватний підприємець                                                                               |
| 6               | Манастирли Микола Ілліч        | 04.11.2010            | середня | позапартійний          | тимчасово не працює                                                                                 |
| 7               | Пасков Віталій Захарійович     | 04.11.2010            | середня | позапартійний          | сільськогосподарський виробничий кооператив «Бессарабський», токар                                  |
| 8               | Комісаров Сергій Миколайович   | 04.11.2010            | вища    | позапартійний          | приватний підприємець                                                                               |
| 9               | Маринов Дмитро Дмитрович       | 04.11.2010            | середня | позапартійний          | сільськогосподарський виробничий кооператив «Бессарабський», механізатор                            |
| 10              | Кюркчи Тетяна Григорівна       | 04.11.2010            | вища    | позапартійна           | навчально-виховний комплекс «Загальноосвітня школа І-ІІІ ст. — дитячий заклад» с. Підгірне, вчитель |
| 11              | Плачинда Володимир Леонтійович | 04.11.2010            | середня | позапартійний          | навчально-виховний комплекс «Бессарабський», водій                                                  |
| 12              | Торлак Ілля Йосипович          | 04.11.2010            | середня | позапартійний          | тимчасово не працює                                                                                 |
| 13              | Тодоров Микола Васильович      | 04.11.2010            | середня | позапартійний          | навчально-виховний комплекс «Бессарабський», завідувач складу                                       |
| 14              | Матвєєв Петро Миколайович      | 04.11.2010            | середня | позапартійний          | пенсіонер                                                                                           |
| 15              | Ростя Дмитрий Степанович       | 04.11.2010            | середня | позапартійний          | навчально-виховний комплекс «Бессарабський», механізатор                                            |
| 16              | Музиченко Віктор Станіславович | 04.11.2010            | середня | позапартійний          | навчально-виховний комплекс «Бессарабський», завідувач механичною майстернею                        |
| Самовисування   |                                |                       |         |                        | |
| 3               | Тасмасис Зінаїда Михайлівна    | 04.11.2010            | вища    | позапартійна           | Підгірненська сільська рада, секретар                                                               |